# Ново-Азове
Ново-А́зове (каз. Жаңа Азов) — село у складі Уланського району Східноказахстанської області Казахстану. Адміністративний центр Азовського сільського округу.
Населення — 380 осіб (2021; 542 у 2009, 719 у 1999, 1089 у 1989).
Національний склад станом на 1989 рік:
- казахи — 49 %
- росіяни — 45 %

Станом на 1989 рік село називалось Новоазовське.